# تولیم
تولیوم (Thulium) از عنصرهای شیمیایی جدول تناوبی است. نشانه کوتاه آن Tm و عدد اتمی آن ۶۹ است و جزو لانتانیدها می‌باشد. با این فلز  که دارای درخشش نقره‌ای رنگی است، می‌توان به‌راحتی کار کرد و با چاقو بریده می‌شود. همچنین دربرابر فرسایش در هوای خشک تا حدی مقاوم بوده، از خاصیت انعطاف‌پذیری خوبی برخوردار است. تولیم به صورت طبیعی کلاً" از ایزوتوپ پایدار Tm-169 ساخته می‌شود
تولیم، عنصر شیمیایی با نماد Tm و عدد اتمی ۶۹ است. این (سوم آخرین) عنصر سیزدهم و انتپنولتیماته در گروه لانتانیدها قرار دارد. مانند سایر لانتانیدها، شایع‌ترین حالت اکسیداسیون است ۳، در اکسید، هالیدهای و سایر ترکیبات آن دیده می‌شود. در محلول آبی، مانند ترکیبات دیگر اواخر لانتانیدها، تولیم محلول ترکیبات مجتمع فرم با نه مولکول‌های آب.
در سال ۱۸۷۹، شیمیدان سوئدی آن‌ها Per Theodor Cleve در اربیم خاکی کمیاب از هم جدا یکی دیگر از دو جزء ناشناخته، که او به نام هولمیم و تولیم: این ترتیب اکسیدهای هولمیم و تولیم بود. نمونه نسبتاً خالص از فلز تولیم برای اولین بار در سال ۱۹۱۱ به دست آمد.
تولیم دوم حداقل فراوانی در لانتانیدها پس پرومتیوم، که تنها در مقادیر بسیار ناچیز بر روی زمین یافت می‌شود. این فلز به راحتی قابل اعمال با درخشش نقرهای رنگی است. آن نسبتاً نرم است و به آرامی در هوا کدر. با وجود قیمت بالا و نادر بودن آن، تولیم به عنوان منبع تشعشع در دستگاه‌های قابل حمل اشعه ایکس و در لیزرهای حالت جامد استفاده می‌شود. این نقش قابل توجهی بیولوژیکی ندارد و به ویژه سمی نیست.

## خواص

### مشخصات فیزیکی
تولیم خالص دارای روشن، درخشش نقرهای، که کدر در مجاورت با هوا. این فلز می‌توان با چاقو بریده آن را به عنوان سختی موس از ۲ تا ۳؛ چکش خوار و انعطاف‌پذیر است. تولیم فرومغناطیس زیر 32K، پادفرومغناطش بین ۳۲ و 56 K، و پارامغناطیس بالای 56 K می‌باشد. تولیم دارای دو شکل مختلف عمده: تتراگونال α-TM و با ثبات تر شش ضلعی β-TM.

### خواص شیمیایی
تولیم کدر به آرامی در هوا و سوختگی به آسانی در ۱۵۰ درجه سانتی گراد به شکل تولیم (III) اکسید:
4 Tm + 3 O2 → 2 Tm2O3
تولیم کاملاً الکترون است و واکنش نشان می‌دهد به آرامی با آب سرد و کاملاً به سرعت با آب داغ به فرم هیدروکسید تولیم:
2 Tm (s) + 6 H2O (l) → 2 Tm(OH)3 (aq) + 3 H2 (g)
تولیم با تمام هالوژنها واکنش نشان داده. واکنش آهسته در دمای اتاق هستند، اما شدید بیش از ۲۰۰ درجه عبارتند از:
2 TM (بازدید کنندگان) + 3 F2 (G) → 2 TmF3 (بازدید کنندگان) (سفید)
2 TM (بازدید کنندگان) + Cl2 است ۳ (گرم) → 2 AlCl3 (بازدید کنندگان) (زرد)
2 TM (بازدید کنندگان) + 3 BR2 (G) → 2 TM BR3 (بازدید کنندگان) (سفید)
2 TM (بازدید کنندگان) + 3 I2 (G) → 2 TmI3 (بازدید کنندگان) (زرد)
تولیم حل آسانی در رقیق اسید سولفوریک به شکل محلول‌های حاوی سبز از Tm رنگ پریده (III) یون، که به عنوان [TM (OH 2) 9] 3+ مجتمع وجود دارد:
2 Tm (s) + 3 H2SO4 (aq) → 2 Tm3+ (aq) + 3 SO2−
4 (aq) + 3 H2 (g)
تولیم با فلزهای مختلف و عناصر غیر فلزی تشکیل طیف وسیعی از ترکیبات دوتایی، از جمله TMN, TMS, TmC2، Tm2C3، TmH2، TmH3، TmSi2، TmGe3، TmB4، TmB6 و TmB12 واکنش نشان می‌دهد. در این ترکیبات، تولیم نمایشگاه ایالات ظرفیت ۲ و ۳، با این حال، ۳ حالت شایع‌ترین است و تنها این دولت در راه حل تولیم مشاهده شده‌است. تولیم به عنوان یک یون TM3 + در محلول وجود دارد. در این حالت، یون تولیم توسط نه مولکول آب احاطه شده‌است. یون TM3 + نمایشگاه لومینسانس آبی روشن است.
تولیم اکسید شناخته شده تنها Tm2O3 است. این اکسید است که گاهی اوقات "thulia" نامیده می‌شود. تولیم (II) ترکیبات ارغوانی مایل به قرمز را می‌توان با کاهش تولیم (III) ترکیبات ساخته شده‌است. نمونه‌هایی از تولیم (II) ترکیبات عبارتند از هالیدها (به جز فلوراید). بعضی از ترکیبات تولیم هیدراته، مانند TM3 · 7H2O و TM2 (C2O4) 3 · 6H2O سبز یا مایل به سبز سفید می‌باشد. کلرید تولیم واکنش نشان می‌دهد بسیار با شور و نشاط با آب. این نتایج واکنش در گاز هیدروژن و TM (OH) 3 برگزاری نمایشگاه رنگ مایل به قرمز محو شدن است. ترکیبی از تولیم و کالکوژن نتایج در کالکوژنها تولیم. تولیم با کلرید هیدروژن واکنش نشان می‌دهد برای تولید گاز هیدروژن و کلرید تولیم. با نیتریک اسید بازده نیترات تولیم، یا TM (NO3) 3.

### ایزوتوپ‌ها
ایزوتوپ‌های وسیعی تولیم از 145Tm به 179Tm. حالت فروپاشی اولیه قبل از فراوان‌ترین ایزوتوپ پایدار، 169Tm، جذب الکترون و حالت اولیه بعد از بتا می‌باشد. محصول فروپاشی اولیه قبل از 169Tm عنصر ۶۸ (اربیم) ایزوتوپها و محصولات اولیه پس از آن ایزوتوپهای عنصر ۷۰ (ایتربیم) هستند. تولیم-169 thuliums ایزوتوپ طولانی‌ترین عمر و فراوان است. این تنها ایزوتوپ تولیم است که تصور می‌شود پایدار است، با وجود آن پیش‌بینی شده‌است، دچار تجزیه آلفا به هولمیم-۱۶۵ با نیمه عمر بسیار طولانی. پس از تولیم-۱۶۹، ایزوتوپهای بعدی طولانی‌ترین عمر می‌تولیم-۱۷۱، که دارای نیمه عمر ۱٫۹۲ سال و تولیم-۱۷۰، که دارای نیمه عمر ۱۲۸٫۶ روز است.‌ترین ایزوتوپهای دیگر آن نیمه عمر چند دقیقه یا کمتر. سی و پنج ایزوتوپ و ۲۶ ایزومر هستهای تولیم تشخیص داده شده‌است. ایزوتوپها تولیم سبک‌تر از ۱۶۹ اتمی فروپاشی واحد جرم از طریق جذب الکترون یا بتا به علاوه پوسیدگی، هر چند برخی از نمایشگاه قابل توجهی فروپاشی آلفا یا پروتون انتشار. ایزوتوپهای سنگین تر، دچار تجزیه بتا منفی است.

## تاریخ
تولیم شیمیدان سوئدی آن‌ها Per Theodor Cleve در سال ۱۸۷۹ جستجو برای ناخالصیهای موجود در اکسیدهای سایر عناصر خاکی کمیاب کشف شد (این همان روشی کارل گوستاف موساندر پیش از آن برای کشف برخی از عناصر خاکی کمیاب دیگر).Cleve کار را با از بین بردن تمامی ناخالصیهای شناخته شده سعودی (Er2O3). با فرآیندهای دیگری او به دست آمده دو ماده جدید یکی قهوه‌ای و سبز. ماده قهوه‌ای اکسید هولمیم بود و هولمیم توسط Cleve نامگذاری شد، و ماده سبز اکسید یک عنصر ناشناخته بود.Cleve کار به نام تولیم اکسید و عنصر آن، تولیم پس از Thule که نام مکان یونان باستان در ارتباط با کشورهای اسکاندیناوی یا ایسلند. تولیم نماد اتمی یک بار توو بود، اما این به TM تغییر یافت.
تولیم بسیار نادر که هیچ‌کدام از اوایل کارگران اندازه کافی از آن برای پاک کردن به اندازه کافی به واقع رنگ سبز را ببینید بود. آن‌ها تا به حال به محتوای با دستگاه اسپکترومتر مشاهده تقویت دو باند جذب مشخصه، به عنوان اربیم به تدریج برداشته شد. اولین محقق برای به دست آوردن تولیم تقریباً خالص چارلز جیمز، یک مهاجر انگلیسی کار بر روی یک مقیاس بزرگ در کالج نیوهمپشایر در دورهام بود. در سال ۱۹۱۱ او گزارش نتایج خود را، پس از روش کشف خود را از تبلور جزء به جزء برومات مورد استفاده برای انجام تصفیه. او معروف مورد نیاز ۱۵٬۰۰۰ عملیات تصفیه برای ایجاد که ماده همگن بود.
با درجه خلوص بالا اکسید تولیم برای اولین بار به صورت تجاری در اواخر 1950s ارائه شده بود، به عنوان یک نتیجه از تصویب فن آوری جدایی تبادل یونی. لیندسی بخش شیمیایی از آمریکا پتاس و مواد شیمیایی شرکت آن را در نمرات از ۹۹٪ و ۹۹٫۹٪ خلوص ارائه شده‌است. قیمت هر کیلوگرم بین ایالات متحده $ ۴۶۰۰ و $ ۱۳٬۳۰۰ در دوره ۱۹۵۹–۱۹۹۸ برای خلوص ۹۹٫۹٪ در نوسان است، و آن دومین برای لانتانیدها پشت لوتیتم بود.

## وقوع
این عنصر هرگز در طبیعت به شکل خالص یافت می‌شود، اما آن را در مقادیر کوچک در مواد معدنی با سایر عناصر خاکی کمیاب یافت می‌شود. تولیم است که اغلب با مواد معدنی حاوی ایتریم و گادولینیوم پیدا شده‌است. به‌طور خاص، تولیم در گادولینیت معدنی در رخ می‌دهد. با این حال، تولیم نیز در مواد معدنی مونازیت، زنوتایم، و euxenite رخ می‌دهد. فراوانی آن در پوسته زمین دوز mg / kg 0.5 وزن و ۵۰ قسمت در میلیارد مول است. تولیم باعث می‌شود تا حدود ۰٫۵ در میلیون از خاک، اگر چه این مقدار می‌تواند ۰٫۴–۰٫۸ قسمت در میلیون متغیر است. تولیم باعث می‌شود تا ۲۵۰ قسمت در بیلیون از آب دریا.

در منظومه شمسی، تولیم در غلظت ۲۰۰ قسمت در تریلیون وزن و ۱ قسمت در تریلیون مول وجود دارد. سنگ تولیم اغلب در چین رخ می‌دهد. با این حال، استرالیا، برزیل، گرینلند، هند، تانزانیا، و ایالات متحده نیز ذخایر بزرگ تولیم دارند. کل ذخایر تولیم حدود ۱۰۰٬۰۰۰ تن می‌باشد. تولیم حداقل لانتانیدها فراوان بر روی زمین به جز برای پرومتیوم است.

## تولید
تولیم عمدتاً از سنگ معدن مونازیت (~ ۰٫۰۰۷٪ تولیم) موجود در رودخانه ماسه، از طریق تبادل یونی استخراج شده‌است. تکنیک‌های جدیدتر تبادل یونی و حلال استخراج، موجب جداسازی آسان‌تر عناصر خاکی کمیاب شده که هزینه بسیار پایین‌تر برای تولید تولیم. منابع اصلی امروز رس جذب یون از جنوب چین می‌باشد. در این، که در آن حدود دو سوم از کل محتوای خاکی کمیاب ایتریم است تولیم حدود ۰٫۵٪ (یا در مورد با لوتیتم برای نادر بودن گره خورده است) است. این فلز می‌تواند از طریق کاهش اکسید آن با فلز لانتانیم یا به وسیلهٔ کاهش کلسیم در ظروف در بسته جدا شده‌است. هیچ‌یک از ترکیبات طبیعی تولیم تجاری مهم نیستند. حدود ۵۰ تن در سال از اکسید تولیم تولید می‌شوند. [۳] در سال ۱۹۹۶، اکسید تولیم ایالات متحده هزینه ۲۰ $ در هر گرم، و در سال ۲۰۰۵، ۹۹ درصد پودر -pure تولیم ایالات متحده هزینه ۷۰ $ در هر گرم است.

## کاربردها
با وجود نادر و گران‌قیمت بودن، تولیم دارای چند برنامه‌های کاربردی است.

### لیزر
هولمیم کروم تولیم سه دوپ گارنت ایتریوم آلومینیومی (هو: کروم: TM: YAG، یا هو، کروم، TM: YAG) مواد محیط فعال لیزر با بازده بالا است. آن را در ۲۰۹۷ نانومتر از دست می‌دهد و به‌طور گسترده در کاربردهای نظامی، پزشکی، و هواشناسی استفاده می‌شود. تک عنصری تولیم دوپ YAG (TM: YAG) لیزر بین سال‌های ۱۹۳۰ تا ۲۰۴۰ نانومتر به کار گیرند. طول موج لیزر مبتنی بر تولیم برای تخریب سطحی از بافت، با عمق انعقاد حداقل در هوا یا در آب بسیار مؤثر است. این باعث می‌شود لیزر تولیم جذاب برای جراحی مبتنی بر لیزر.

### منبع اشعه ایکس
با وجود هزینه‌های بالای آن، دستگاه‌های قابل حمل اشعه ایکس استفاده تولیم است که در یک راکتور هسته‌ای به عنوان یک منبع تشعشع بمباران شده‌است. این منابع دارای عمر مفید حدود یک سال، به عنوان ابزار در تشخیص پزشکی و دندان پزشکی، و همچنین برای تشخیص نقص در قطعات مکانیکی و الکترونیکی غیرقابل دسترس. تنها یک فنجان کوچک سرب - منابع انجام حفاظت در برابر تشعشع گسترده نیاز ندارد.
تولیم-۱۷۰ در حال کسب محبوبیت به عنوان یک منبع اشعه ایکس برای درمان سرطان از طریق براکی تراپی. این ایزوتوپ نیمه عمر ۱۲۸٫۶ روز و پنج خط اصلی تصاعد شدت قابل مقایسه (در ۷٫۴، ۵۱٫۳۵۴، ۵۲٫۳۸۹، ۵۹٫۴ و ۸۴٫۲۵۳ کو). تولیم-۱۷۰ یکی از چهار ایزوتوپ رادیو اکتیو محبوب‌ترین برای استفاده در رادیوگرافی صنعتی است.

### دیگران
تولیم شده‌است در ابررساناهای دمای بالا به‌طور مشابه به ایتریم استفاده می‌شود. تولیم بالقوه در فریت مواد مغناطیسی سرامیکی است که در تجهیزات مایکروویو استفاده می‌شود استفاده کنید. تولیم نیز شبیه به اسکاندیم در آن است که در روشنایی قوس برای طیف غیرمعمول خود را استفاده می‌شود، در این مورد، خطوط انتشار سبز آن، که توسط عناصر دیگر نمی‌شود. از آنجا که تولیم fluoresces با رنگ آبی زمان رأی نظارت تصویری از اشعه استفاده می‌شود.

## نقش بیولوژیکی و اقدامات احتیاطی
تنها مقدار بسیار کمی از تولیم در بدن انسان وجود دارد، اما مقدار دقیق آن ناشناخته است. تولیم مشاهده نشده‌است به نقش بیولوژیکی داشته باشد، اما مقدار کمی از نمک تولیم محلول تحریک سوخت و ساز بدن. نمک تولیم محلول هستند خفیف سمی، اما نمکهای تولیم غیرقابل حل هستند به‌طور کامل غیر سمی است.

در صورت تزریق، تولیم می‌توانید انحطاط کبد و طحال منجر شده و می‌تواند باعث غلظت هموگلوبین در نوسان باشد. آسیب کبدی از تولیم در موش سوری نر از موش‌های ماده بیشتر شایع است. با وجود این، تولیم دارای میزان پایین سمی بودن. در انسان، تولیم در بالاترین مقدار در کبد، کلیه و استخوان رخ می‌دهد. انسان به‌طور معمول چند میکروگرم تولیم در سال مصرف می‌کند. ریشه‌های گیاهان ندارند تا تولیم، و وزن خشک سبزیجات معمولاً شامل یک قسمت در میلیارد تولیم. گرد و غبار تولیم و پودر بر استنشاق یا بلع سمی هستند و می‌توانید انفجار شود. ایزوتوپ رادیواکتیو تالیوم می‌تواند مسمومیت تابش شود.